# Lega Basket Serie A 2004-05
La Serie A 2004-05, conocida por motivos de patrocinio como Serie A TIM fue la edición número 83 de la Lega Basket Serie A, la máxima competición de baloncesto de Italia. La temporada regular comenzó el 3 de octubre de 2004. Los ocho mejor clasificados accederían a los playoffs, mientras que el Sicc Cucine Jesi y el Scavolini Pesaro, este último sumido en la bancarrota, descenderían a la Legadue.
El campeón sería por segunda vez en su historia el Climamio Bologna tras derrotar al Armani Jeans Milano en cuatro partidos.

## Temporada regular

### Clasificación
|  | Pos. | Equipo                        | PT | J  | G  | P  | PF   | PC   |
|  | ---- | ----------------------------- | -- | -- | -- | -- | ---- | ---- |
|  | 1.   | Benetton Treviso              | 56 | 34 | 28 | 6  | 2836 | 2457 |
|  | 2.   | Climamio Bologna              | 50 | 34 | 25 | 9  | 2897 | 2619 |
|  | 3.   | Montepaschi Siena             | 50 | 34 | 25 | 9  | 2875 | 2593 |
|  | 4.   | Armani Jeans Milano           | 48 | 34 | 24 | 10 | 2680 | 2486 |
|  | 5.   | Vertical Vision Cantù         | 44 | 34 | 22 | 12 | 2911 | 2745 |
|  | 6.   | Lottomatica Roma              | 36 | 34 | 18 | 16 | 2761 | 2728 |
|  | 7.   | Sedima Roseto                 | 32 | 34 | 16 | 18 | 2885 | 2943 |
|  | 8.   | Pompea Napoli                 | 32 | 34 | 16 | 18 | 2730 | 2645 |
|  | 9.   | Scavolini Pesaro              | 30 | 34 | 15 | 19 | 2709 | 2753 |
|  | 10.  | Navigo.it Teramo              | 30 | 34 | 15 | 19 | 2758 | 2805 |
|  | 11.  | Villaggio Solidago Livorno    | 28 | 34 | 14 | 20 | 2815 | 2893 |
|  | 12.  | Air Avellino                  | 28 | 34 | 14 | 20 | 2737 | 2995 |
|  | 13.  | Bipop Carire Reggio Emilia    | 26 | 34 | 13 | 21 | 2657 | 2576 |
|  | 14.  | Casti Group Varese            | 26 | 34 | 13 | 21 | 2736 | 2891 |
|  | 15.  | Snaidero Udine                | 26 | 34 | 13 | 21 | 2675 | 2834 |
|  | 16.  | Angelico Biella               | 24 | 34 | 12 | 22 | 2747 | 2831 |
|  | 17.  | Eurofiditalia Reggio Calabria | 24 | 34 | 12 | 22 | 2720 | 2950 |
|  | 18.  | Sicc Jesi                     | 22 | 34 | 11 | 23 | 2751 | 2899 |

Leyenda:
      Campeón de Italia.
      Accede al playoff por el título.
      Desciende a Serie A2
  Vencedor del campeonato italiano
  Vencedor de la Supercopa de Italia
  Vencedor de la Copa de Italia

## Playoffs
|  | Cuartos de final | Cuartos de final      | Cuartos de final | Cuartos de final    | Cuartos de final | Cuartos de final |    |                  | Semifinales      | Semifinales | Semifinales | Semifinales | Semifinales | Semifinales | Semifinales |   |                     | Final | Final | Final | Final | Final | Final |  |
|  |                  |                       |                  |                     |                  |                  |    |                  |                  |             |             |             |             |             |             |   |                     |       |       |       |       |       |       |  |
|  |                  |                       |                  |                     |                  |                  |    |                  |                  |             |             |             |             |             |             |   |                     |       |       |       |       |       |       |  |
|  | 1                | Benetton Treviso      | 94               | 86                  | 86               |                  |    |                  |                  |             |             |             |             |             |             |   |                     |       |       |       |       |       |       |  |
|  | 1                | Benetton Treviso      | 94               | 86                  | 86               |                  |    |                  |                  |             |             |             |             |             |             |   |                     |       |       |       |       |       |       |  |
|  | 8                | Pompea Napoli         | 75               | 75                  | 73               |                  |    |                  |                  |             |             |             |             |             |             |   |                     |       |       |       |       |       |       |  |
|  | 8                | Pompea Napoli         | 75               | 75                  | 73               |                  | 1  | Benetton Treviso | 82               | 48          | 80          | 58          | 57          |             |             |   |                     |       |       |       |       |       |       |  |
|  |                  |                       |                  |                     |                  |                  | 1  | Benetton Treviso | 82               | 48          | 80          | 58          | 57          |             |             |   |                     |       |       |       |       |       |       |  |
|  |                  |                       | 4                | Armani Jeans Milano | 60               | 59               | 61 | 69               | 61               |             |             |             |             |             |             |   |                     |       |       |       |       |       |       |  |
|  | 4                | Armani Jeans Milano   | 4                | Armani Jeans Milano | 60               | 59               | 61 | 69               | 61               | 83          | 92          | 94          |             |             |             |   |                     |       |       |       |       |       |       |  |
|  | 4                | Armani Jeans Milano   |                  |                     |                  |                  |    |                  |                  |             |             | 94          |             |             |             |   |                     |       |       |       |       |       |       |  |
|  | 5                | Vertical Vision Cantù | 77               | 83                  | 83               |                  |    |                  |                  |             |             |             |             |             |             |   |                     |       |       |       |       |       |       |  |
|  | 5                | Vertical Vision Cantù | 77               | 83                  | 83               |                  |    |                  |                  |             |             |             |             |             |             | 4 | Armani Jeans Milano | 70    | 73    | 71    | 65    |       |       |  |
|  |                  |                       |                  |                     |                  |                  |    |                  |                  |             |             |             |             |             |             | 4 | Armani Jeans Milano | 70    | 73    | 71    | 65    |       |       |  |
|  |                  |                       | 2                | Climamio Bologna    | 77               | 66               | 80 | 67               |                  |             |             |             |             |             |             |   |                     |       |       |       |       |       |       |  |
|  | 3                | Montepaschi Siena     | 2                | Climamio Bologna    | 77               | 66               | 80 | 67               | 86               | 78          | 85          | 78          |             |             |             |   |                     |       |       |       |       |       |       |  |
|  | 3                | Montepaschi Siena     |                  |                     |                  |                  |    |                  |                  |             |             | 78          |             |             |             |   |                     |       |       |       |       |       |       |  |
|  | 6                | Lottomatica Roma      | 88               | 82                  | 79               | 87               |    |                  |                  |             |             |             |             |             |             |   |                     |       |       |       |       |       |       |  |
|  | 6                | Lottomatica Roma      | 88               | 82                  | 79               | 87               |    | 6                | Lottomatica Roma | 64          | 76          | 61          | 62          |             |             |   |                     |       |       |       |       |       |       |  |
|  |                  |                       |                  |                     |                  |                  |    | 6                | Lottomatica Roma | 64          | 76          | 61          | 62          |             |             |   |                     |       |       |       |       |       |       |  |
|  |                  |                       | 2                | Climamio Bologna    | 78               | 65               | 80 | 63               |                  |             |             |             |             |             |             |   |                     |       |       |       |       |       |       |  |
|  | 2                | Climamio Bologna      | 2                | Climamio Bologna    | 78               | 65               | 80 | 63               | 95               | 77          | 73          |             |             |             |             |   |                     |       |       |       |       |       |       |  |
|  | 2                | Climamio Bologna      |                  |                     |                  |                  |    |                  |                  |             |             |             |             |             |             |   |                     |       |       |       |       |       |       |  |
|  | 7                | Sedima Roseto         | 84               | 72                  | 70               |                  |    |                  |                  |             |             |             |             |             |             |   |                     |       |       |       |       |       |       |  |
|  | 7                | Sedima Roseto         | 84               | 72                  | 70               |                  |    |                  |                  |             |             |             |             |             |             |   |                     |       |       |       |       |       |       |  |
|  |                  |                       |                  |                     |                  |                  |    |                  |                  |             |             |             |             |             |             |   |                     |       |       |       |       |       |       |  |

## Estadísticas individuales
| Rank | Nombre             | Nac.                      | Equipo                     | PPP  |
| ---- | ------------------ | ------------------------- | -------------------------- | ---- |
| 1.   | Drew Nicholas      | Bandera de Estados Unidos | Villaggio Solidago Livorno | 22.8 |
| 2.   | Jamel Thomas       | Bandera de Estados Unidos | Navigo.it Teramo           | 20.2 |
| 3.   | Charles Smith      | Bandera de Estados Unidos | Scavolini Pesaro           | 19.6 |
| 4.   | Mike Penberthy     | Bandera de Estados Unidos | Pompea Napoli              | 19.2 |
| 5.   | Norman Nolan       | Bandera de Estados Unidos | Casti Group Varese         | 18.9 |
| 6.   | Mahmoud Abdul-Rauf | Bandera de Estados Unidos | Sedima Roseto              | 18.7 |
| 7.   | Preston Shumpert   | Bandera de Estados Unidos | Villaggio Solidago Livorno | 18.1 |
| 8.   | Duane Woodward     | Bandera de Estados Unidos | Sedima Roseto              | 17.2 |
| 9.   | Raymond Tutt       | Bandera de Estados Unidos | Sicc Cucine Jesi           | 16.7 |
| 10.  | Mario Austin       | Bandera de Estados Unidos | Lauretana Biella           | 16.7 |

| Rank | Nombre             | Nac.                      | Equipo                     | APP |
| ---- | ------------------ | ------------------------- | -------------------------- | --- |
| 1.   | Tyson Wheeler      | Bandera de Estados Unidos | Navigo.it Teramo           | 4.7 |
| 2.   | Misan Nikagbatse   | Bandera de Alemania       | Sedima Roseto              | 4.0 |
| 3.   | Cookie Belcher     | Bandera de Estados Unidos | Lauretana Biella           | 3.8 |
| 4.   | Sani Bečirovič     | Bandera de Eslovenia      | Casti Group Varese         | 3.8 |
| 5.   | Duane Woodward     | Bandera de Estados Unidos | Sedima Roseto              | 3.6 |
| 6.   | Gianmarco Pozzecco | Bandera de Italia         | Climamio Bologna           | 3.5 |
| 7.   | Kiwane Garris      | Bandera de Estados Unidos | Bipop Carire Reggio Emilia | 3.4 |
| 8.   | Nate Green         | Bandera de Estados Unidos | Air Avellino               | 3.4 |
| 9.   | Jerry McCullough   | Bandera de Estados Unidos | Armani Jeans Milano        | 3.2 |
| 10.  | Tyus Edney         | Bandera de Estados Unidos | Lottomatica Roma           | 2.9 |

### Rebotes
| Rank | Nombre            | Nac.                                          | Equipo                        | RPP |
| ---- | ----------------- | --------------------------------------------- | ----------------------------- | --- |
| 1.   | Casey Shaw        | Bandera de Estados Unidos · Bandera de Italia | Eurofiditalia Reggio Calabria | 9.4 |
| 2.   | Brooks Sales      | Bandera de Estados Unidos                     | Navigo.it Teramo              | 9.0 |
| 3.   | Chris Massie      | Bandera de Estados Unidos                     | Air Avellino                  | 8.6 |
| 4.   | James Singleton   | Bandera de Estados Unidos                     | Armani Jeans Milano           | 8.4 |
| 5.   | Jacob Jaacks      | Bandera de Estados Unidos                     | Lauretana Biella              | 8.2 |
| 6.   | Damon Williams    | Bandera de Estados Unidos                     | Air Avellino                  | 8.2 |
| 7.   | Aloysius Anagonye | Bandera de Estados Unidos                     | Villaggio Solidago Livorno    | 8.1 |
| 8.   | Joseph Blair      | Bandera de Estados Unidos                     | Armani Jeans Milano           | 8.0 |
| 9.   | Denis Marconato   | Bandera de Italia                             | Benetton Treviso              | 7.5 |
| 10.  | Mason Rocca       | Bandera de Estados Unidos · Bandera de Italia | Pompea Napoli                 | 7.4 |